# دبی به دالاس می‌رود
دبی به دالاس می‌رود (به انگلیسی: Debbie Does Dallas) یک فیلم پورنوی ۹۰ دقیقه‌ای به کارگردانی جیم کلارک با بازی بامبی وودز محصول کشور ایالات متحده آمریکا است.